# 기예르모 에레디아
기예르모 에레디아 몰리나 주니어(Guillermo Heredia Molina Jr., 1991년 1월 31일 ~ )는 쿠바의 야구 선수이자, 현 KBO 리그 SSG 랜더스의 외야수이다.

## 미국 프로야구 시절
2016년에 시애틀 매리너스에 입단하였다.

## 한국 프로야구 시절

### SSG 랜더스시절
2023년에 후안 라가레스를 대체할 외국인 야수로 영입되었다.

## 트리비아
- 아리엘 후라도와 2020년에 뉴욕 메츠에서 함께 활동했다.
- 2023년 7월 16일에 미국 시민권을 취득했다.